# Michael Esfeld
Michael Esfeld, né à Berlin-Ouest en 1966, est un philosophe allemand spécialiste de la philosophie des sciences et de la philosophie de l'esprit.

## Parcours universitaire
De 1986 à 1991, il étudie la philosophie et l'histoire à l'université de Fribourg-en-Brisgau. Il soutient sa thèse de doctorat, intitulée Mechanismus und Subjektivität in der Philosophie von Th. Hobbes (Mécanisme et subjectivité dans la philosophie de Thomas Hobbes), à l'université de Münster en 1994. De 1994 à 1996, il effectue un séjour post-doctoral à l'École polytechnique fédérale de Zurich où il travaille sur la philosophie de la théorie quantique. Entre 1996 et 1999, il est invité dans les universités de Cambridge, de Canberra et de Pittsburgh. De 1997 à 2001, il travaille comme chercheur à l'université de Constance, où il obtient son habilitation avec une thèse intitulée : Holism in Philosophy of Mind and Philosophy of Physics (Holisme en philosophie de l'esprit et en philosophie de la physique). En 2001 et 2002, il est professeur associé d’épistémologie, de philosophie des sciences et de logique à l'université de Cologne. Depuis 2002, il est professeur ordinaire et titulaire de la chaire d’épistémologie et de philosophie des sciences en Faculté des Lettres de l'Université de Lausanne,.

## Fonctions occupées
- Directeur du département de philosophie de l'Université de Lausanne
- Chargé de cours à l'École polytechnique fédérale de Lausanne
- Directeur du collège des professeurs de philosophie des universités et hautes écoles suisses[3]
- Membre de l'Académie Léopoldine, académie allemande des sciences[4].

## Domaines de recherche
Son domaine de recherche est double. D'une part, il s'intéresse à la philosophie des sciences et plus particulièrement de la physique. D'autre part, il étudie la philosophie de l’esprit. Plus précisément, sa recherche se concentre sur l'ontologie de la physique quantique, la causalité, le fonctionnalisme ou encore le réductionnisme. Il a par ailleurs développé une théorie des structures causales en philosophie de la physique qu'il a ensuite appliquée au propriétés biologiques et psychiques.
En 2008, il reçoit le prix « Cogito » décerné par la fondation du même nom pour son travail interdisciplinaire tissant des liens entre physique et philosophie,.

## Prises de position politiques
Durant la pandémie de Covid-19, il s'engage publiquement contre plusieurs mesures de confinement et de vaccinations pour combattre la propagation du virus.
En 2024, il co-signe une tribune via l'Institut libéral, intitulée Déclaration de la civilisation occidentale, parrainée par l'ancien président tchèque Václav Klaus, le président argentin Javier Milei, et le philosophe canadien Jordan Peterson.

## Publications
- Philosophie des sciences — Une introduction, Lausanne  Presses polytechniques et universitaires romandes, troisième édition entièrement revue, octobre 2017, 296 pages.
- Physique et métaphysique — Une introduction à la philosophie de la nature, Lausanne, Presses polytechniques et universitaires romandes, 2012, 172 pages.
- Michael Esfeld (ed.), Philosophie der Physik, Frankfurt/M., Suhrkamp, 2012 (stw 2033)
- La philosophie de l'esprit — De la relation entre l'esprit et la nature, Paris, Armand Colin, 2005, 202 pages. Deuxième édition : La philosophie de l’esprit : Une introduction aux débats contemporains, Paris, Armand Colin, Collection « Cursus », 2012, 204 pages.
- Introduction à la philosophie de l'esprit (Philosophie des Geistes — Eine Einführung), Bern, Bern Studies in the History and Philosophy of Science - Educational Materials 8, 2005, 212 pages, édition française, Berne, 2011, 192 pages.
- « Le réalisme ontique structural et l'interprétation de la mécanique quantique », in Ontologie : identité, structure et métaontologie, Paris : Éditions Vrin, 2017, pp. 309-336.